# Schwall (Rhein-Hunsrück-Kreis)
Schwall ist eine Ortsgemeinde im Rhein-Hunsrück-Kreis in Rheinland-Pfalz. Sie gehört der Verbandsgemeinde Hunsrück-Mittelrhein an.

## Geographie
Die Gemeinde Schwall liegt südlich vom Emmelshausen auf der Hunsrückhochfläche. Östlich der Ortslage verläuft die Hunsrückhöhenstraße.
Zu Schwall gehören auch die Wohnplätze Layenmühle und Schwallermühle.

## Geschichte
Der Ort wurde 1300 unter dem Namen „Swalle“ erstmals urkundlich erwähnt.
Die Herren von Eltz waren im 16. Jahrhundert Grund- und Gerichtsherren in Leiningen und Schwall. Später gehörte es zur Herrschaft der Grafen von der Leyen. Mit der Besetzung des Linken Rheinufers 1794 durch französische Revolutionstruppen wurde der Ort französisch, 1815 wurde er auf dem Wiener Kongress dem Königreich Preußen zugeordnet. Nach dem Ersten Weltkrieg zeitweise französisch besetzt, ist der Ort seit 1946 Teil des damals neu gebildeten Landes Rheinland-Pfalz.
Statistik zur Einwohnerentwicklung
Die Entwicklung der Einwohnerzahl der Gemeinde Schwall, die Werte von 1871 bis 1987 beruhen auf Volkszählungen:
| Jahr | Einwohner |
| ---- | --------- |
| 1815 | 73        |
| 1835 | 161       |
| 1871 | 146       |
| 1905 | 156       |
| 1939 | 157       |
| 1950 | 154       |
| 1961 | 134       |

| Jahr | Einwohner |
| ---- | --------- |
| 1970 | 140       |
| 1987 | 185       |
| 1997 | 287       |
| 2005 | 329       |
| 2011 | 351       |
| 2017 | 330       |
| 2023 | 307       |

## Politik

### Gemeinderat
Der Gemeinderat in Schwall besteht aus acht Ratsmitgliedern, die bei der Kommunalwahl am 9. Juni 2024 in einer Mehrheitswahl gewählt wurden, und dem ehrenamtlichen Ortsbürgermeister als Vorsitzendem.

### Bürgermeister
Ortsbürgermeister ist Hermann-Josef Wilhelm. Bei der Direktwahl am 26. Mai 2019 wurde er mit einem Stimmenanteil von 70,35 % und am 9. Juni 2024 als einziger Bewerber mit 68,2 % für jeweils fünf weitere Jahre in seinem Amt bestätigt.

### Wappen
| Wappen von Schwall | Blasonierung: „In geteiltem Schild oben in Gold ein roter Pflug, unten ein silberner Pfahl in Blau.“ |
| Wappen von Schwall | Wappenbegründung: Die obere Schildhälfte nimmt Bezug zur landschaftlichen Struktur der Gemeinde. Die Farben Rot und Gold verweisen auf die Herren von Eltz, die im 16. Jahrhundert Besitzer des Dorfes Schwall waren. Die untere Schildhälfte verweist auf die ehemalige Zugehörigkeit zur Herrschaft der Grafen von der Leyen. |